# Marple Township
Marple Township est une municipalité (Township) dans le Comté de Delaware, Pennsylvanie. 

## Démographie
La municipalité compte 23743 personnes.